# تاريخ الغواصات

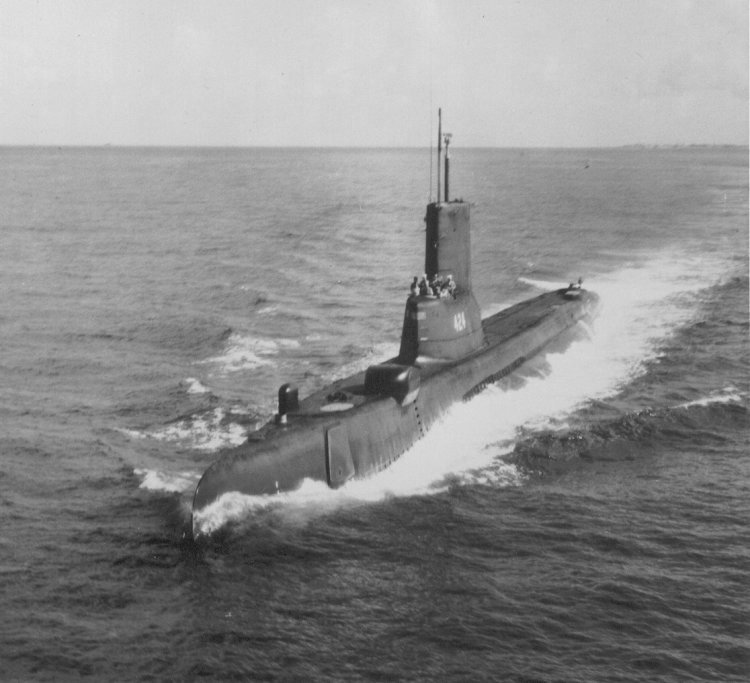

يمتد تاريخ الغواصة إلى تاريخ المساعي البشرية بأكمله إذ سعت البشرية منذ الحضارة المبكرة إلى الاستكشاف والسفر تحت سطح البحر. استخدمت الإنسانية مجموعة متنوعة من الأساليب للسفر تحت الماء للاستكشاف والاستجمام والبحث والحرب بشكل كبير. في حين أن المحاولات المبكرة، مثل تلك التي قام بها الإسكندر الأكبر، كانت بدائية، أدى ظهور أنظمة الدفع الجديدة والوقود والسونار إلى زيادة تكنولوجيا الغواصات. شهد إدخال محرك الديزل، ثم الغواصة النووية، توسعًا كبيرًا في استخدام الغواصات- وخاصة الاستخدام العسكري خلال الحرب العالمية الأولى والحرب العالمية الثانية، والحرب الباردة. ساعد استخدام البحرية الألمانية في الحرب العالمية الثانية ضد البحرية الملكية والشحن التجاري واستخدام الولايات المتحدة وروسيا للغواصات في الحرب الباردة، في ترسيخ مكانة الغواصة في الثقافة الشعبية. شهدت الصراعات الأخيرة أيضًا دورًا متزايدًا للغواصة العسكرية كأداة للخداع والحرب الخفية والرادع النووي. يستمر الاستخدام العسكري للغواصات حتى يومنا هذا في الغالب من قبل كوريا الشمالية والصين والولايات المتحدة وروسيا.

## مبكراً
مفهوم القتال تحت الماء له جذور عميقة في العصور القديمة. هناك صور لرجال يستخدمون عصيًا مجوفة للتنفس تحت الماء للصيد في المعابد في طيبة، ولكن أول استخدام عسكري معروف حدث في أثناء حصار سيراكيوز (415-413) قبل الميلاد إذ أزال الغواصون العوائق، وفقًا لتاريخ البيلوبونيزيين.

## الفترة الحديثة المبكرة

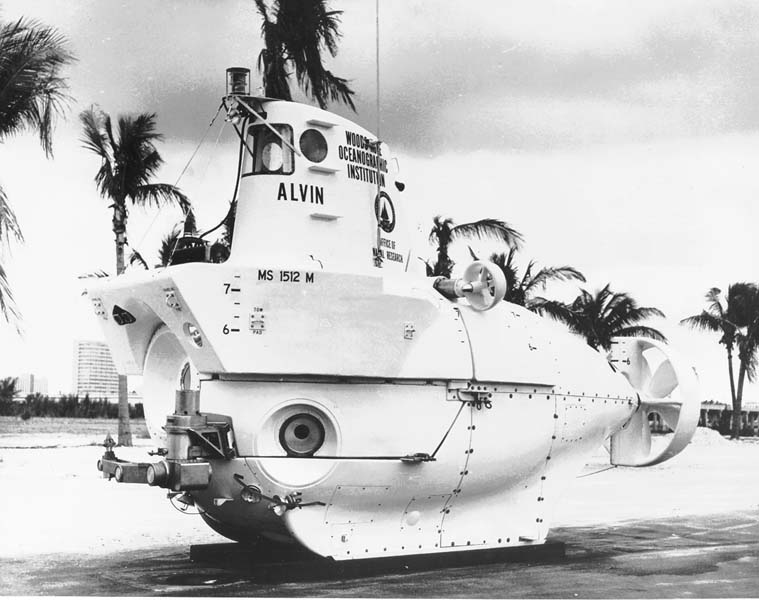

بنى النجار يفيم نيكونوف أول غواصة عسكرية في عام (1720) بأمر من القيصر بطرس الأكبر في روسيا. قام نيكونوف بتسليح غواصته بـ «أنابيب نيران»، وأسلحة تشبه قاذفات اللهب. صُممت الغواصة للاقتراب من سفينة معادية، وإخراج أطراف «الأنابيب» من الماء، وتفجير السفينة بمزيج قابل للاشتعال. بالإضافة إلى ذلك، صمم نيكونوف غرفة معادلة الضغط للخروج من الغواصة وتدمير آسن السفينة. مع وفاة بيتر الأول في يناير (1725) فقد نيكونوف راعيه الرئيسي وسحب الأميرالية دعمه للمشروع.
كانت أول غواصة عسكرية أمريكية اسمها (سلحفاة) في عام 1776 وهي عبارة عن جهاز على شكل بيضة (أو على شكل بلوط) يعمل بالطاقة اليدوية صممه الأمريكي ديفيد بوشنيل، لاستيعاب رجل واحد. كانت أول غواصة قادرة على العمل والحركة بشكل مستقل تحت الماء، وأول غواصة تستخدم البراغي للدفع. ومع ذلك، وفقًا لمؤرخ البحرية البريطانية ريتشارد كومبتون هول، فإن مشاكل تحقيق الطفو المحايد كانت ستجعل المروحة العمودية للسلحفاة عديمة الفائدة. كان الطريق الذي كان على السلاحف أن تسلكه لمهاجمة هدفها المقصود عبر تيار المد والجزر قليلاً، ما أدى، على الأرجح، إلى استنزاف عزرا لي. لا توجد أيضًا سجلات بريطانية لهجوم غواصة خلال الحرب. في مواجهة هذه المشاكل وغيرها، يقترح كومبتون هول أن القصة بأكملها حول السلحفاة ملفقة على أنها معلومات مضللة ودعاية تعزز المعنويات، وأنه إذا نفذ عزرا لي هجومًا، فقد كان في قارب تجديف مغطى بدلاً من السلحفاة. أُنشئت نسخة طبق الأصل من السلاحف لاختبار التصميم. استخدمت النسخة طبق الأصل التي شيدها دوق رايلي وجيس بشنيل باستخدام المد والجزر للوصول إلى مسافة 200 قدم (61 مترًا) في مدينة نيويورك (إذ أوقف قارب شرطة بلوط لانتهاكه منطقة أمنية) تظهر نسخ طبق الأصل من السلاحف التي برزت مكانتها في التاريخ في متحف نهر كونيتيكت، ومكتبة ومتحف قوة الغواصات التابعة للبحرية الأمريكية، ومتحف البحرية الملكية البريطانية للغواصات ومتحف موناكو لعلوم المحيطات.

## الطاقة الميكانيكية

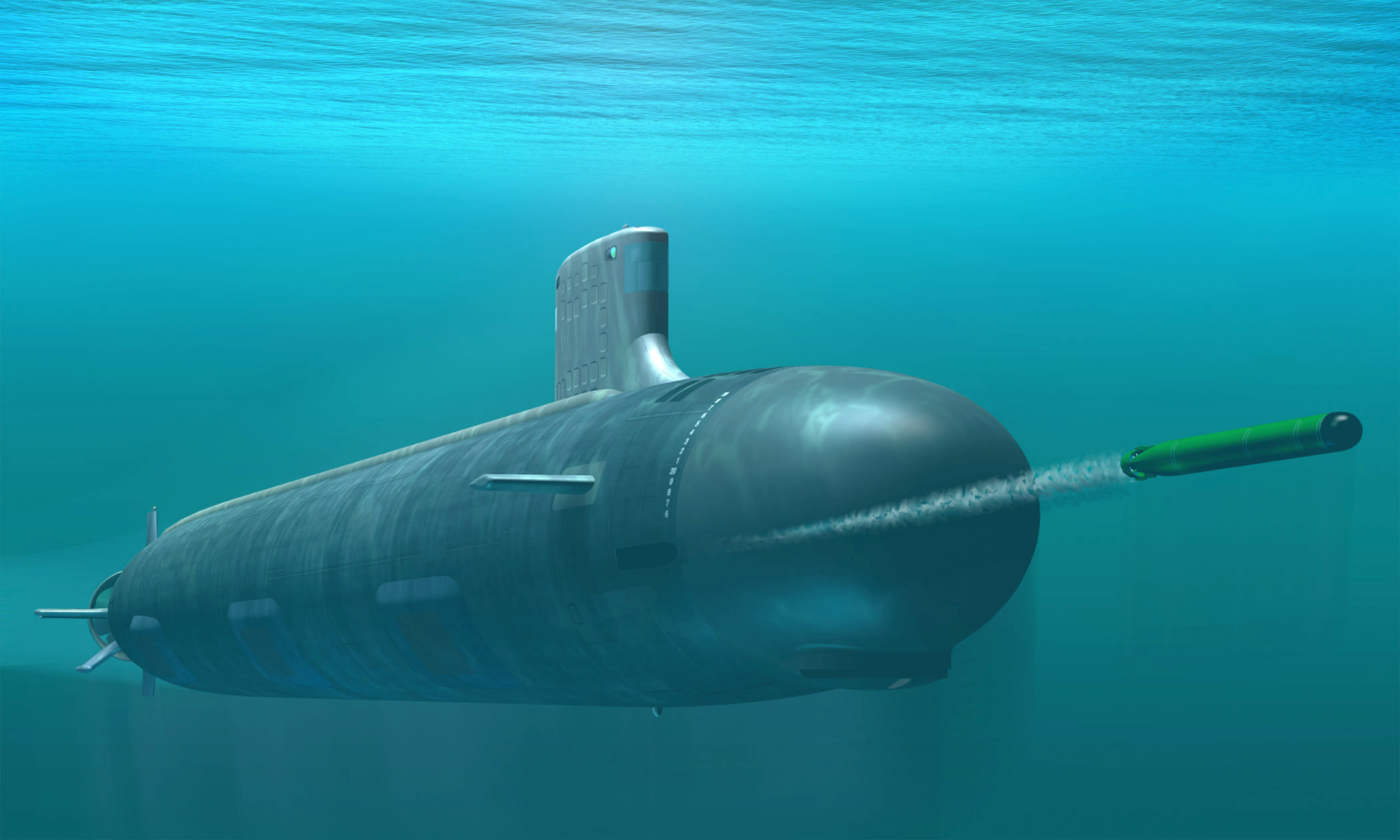

كانت الغواصة الأولى التي لم تعتمد على القوة البشرية للدفع هي الغواصة البحرية الفرنسية والتي أُطلقت في عام 1863، ومجهزة بمحرك ترددي باستخدام الهواء المضغوط من 23 دبابة على 180 رطلًا بوصة مربعة (1200 كيلو باسكال). من الناحية العملية، كانت الغواصة غير قابلة للإدارة تحت الماء، مع سرعة رديئة للغاية والقدرة على المناورة.

## الطاقة الكهربائية
لم يكن من الممكن استخدام وسيلة دفع موثوقة للسفن المغمورة إلا في ثمانينيات القرن التاسع عشر مع ظهور تقنية البطاريات الكهربائية اللازمة. بُنيت أول غواصات تعمل بالطاقة الكهربائية من قبل المهندس البولندي ستيفان درزيفيكي في عام (1881) وقد صمم وبنى أول غواصة في العالم في روسيا، وبعد ذلك استخدم مهندسون آخرون تصميمه في إنشاءاتهم، وهم جيمس فرانكلين وإدينجتون وفريق جيمس آش وأندرو كامبل في إنجلترا، ودوبوي دي لوم وغوستاف زيدي في فرنسا، وإيزاك بريال في إسبانيا.

## العصر الحديث
شهد مطلع القرن العشرين وقت محوري في تطوير الغواصات، مع ظهور عدد من التقنيات المهمة لأول مرة فضلاً عن اعتماد الغواصات على نطاق واسع وإدخالها في الميدان من قبل عدد من الدول. أصبح الدفع الكهربائي للديزل نظام الطاقة المهيمن وأصبحت الأدوات مثل المنظار موحدة. استُخدمت البطاريات للتشغيل تحت الماء واستخدم (البنزين) أو محركات الديزل على السطح وإعادة شحن البطاريات. استخدمت القوارب القديمة البنزين، لكنها سرعان ما أفسحت المجال للكيروسين، ثم الديزل، بسبب انخفاض القابلية للاشتعال. جرى تحسين التكتيكات والأسلحة الفعالة في الجزء الأول من القرن وكان للغواصة تأثير كبير على حرب القرن العشرين.

## مؤخراً

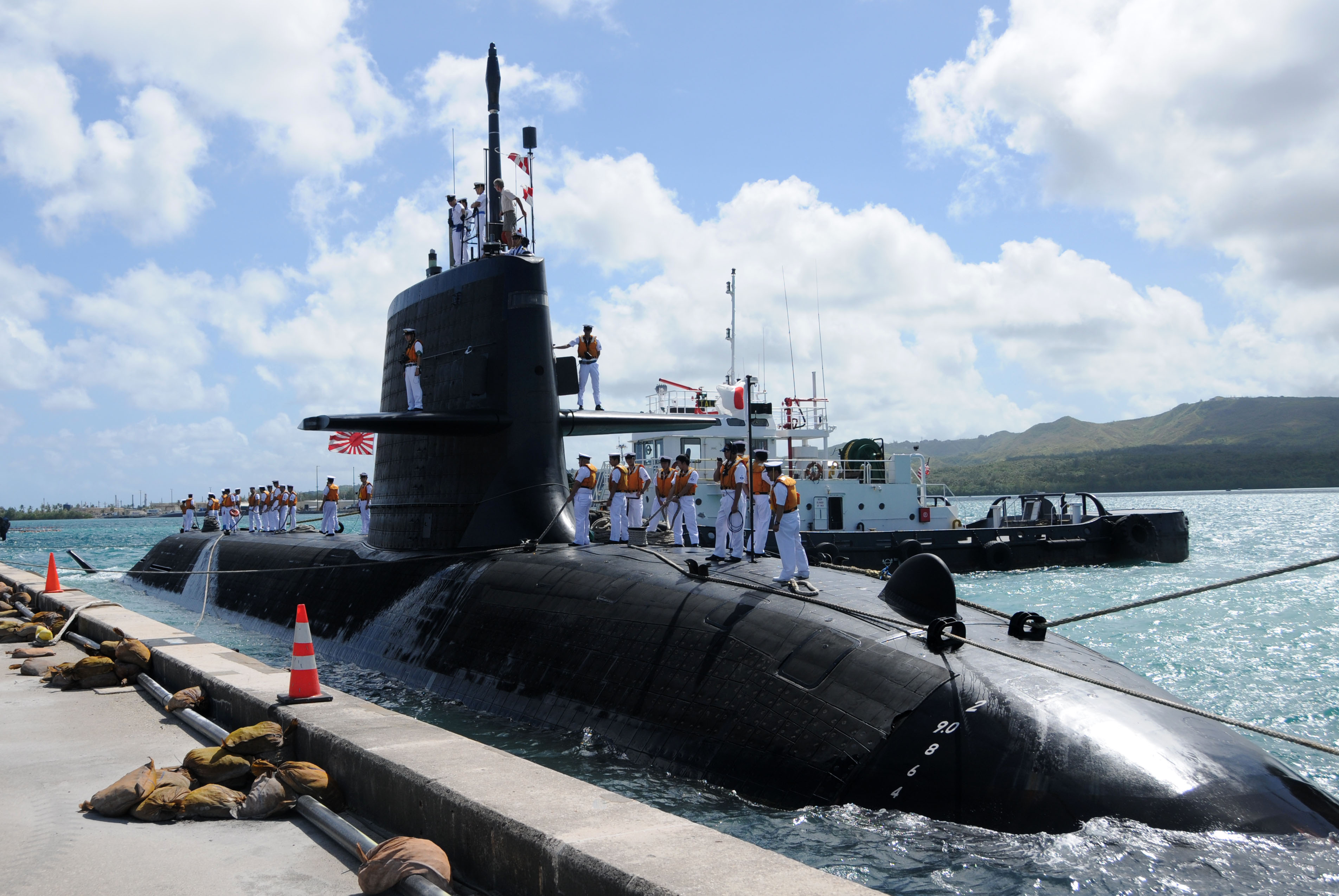

كانت الغواصة الألمانية من النوع (212) أول غواصة منتجة متسلسلة تستخدم خلايا الوقود للدفع المستقل عن الهواء. تُشغل بواسطة تسع خلايا وقود هيدروجين بقدرة 34 كيلو وات.
تستخدم معظم الغواصات التجارية الصغيرة الحديثة التي لا يُتوقع أن تعمل بشكل مستقل بطاريات يمكن إعادة شحنها بواسطة السفينة الأم بعد كل غوص.
قرب نهاية القرن العشرين، جرى تجهيز بعض الغواصات بمضخات نفاثة بدلاً من المراوح. على الرغم من أنها أثقل وأغلى ثمناً، وغالبًا ما تكون أقل كفاءة من المروحة فإنها أكثر هدوءًا بشكل ملحوظ، ما يعطي ميزة تكتيكية مهمة.
نظام الدفع المحتمل للغواصات هو محرك مغناطيسي هيدروديناميكي أو محرك كاتربيلر والذي لا يحتوي على أجزاء متحركة والذي صُور على أنه نظام صامت تقريبًا. على الرغم من أن بعض السفن السطحية التجريبية قد بُنيت باستخدام نظام الدفع هذا، فإن السرعات لم تكن عالية كما هو مأمول. بالإضافة إلى ذلك، فإن الضوضاء الناتجة عن الفقاعات، وإعدادات الطاقة الأعلى التي يحتاجها مفاعل الغواصة، تعني أنه من غير المرجح أن تؤخذ في الاعتبار لأي غرض عسكري.